# Emilia Sczaniecka

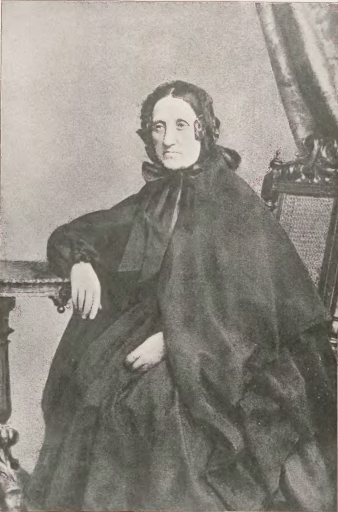
Emilia Sczaniecka w starszym wieku

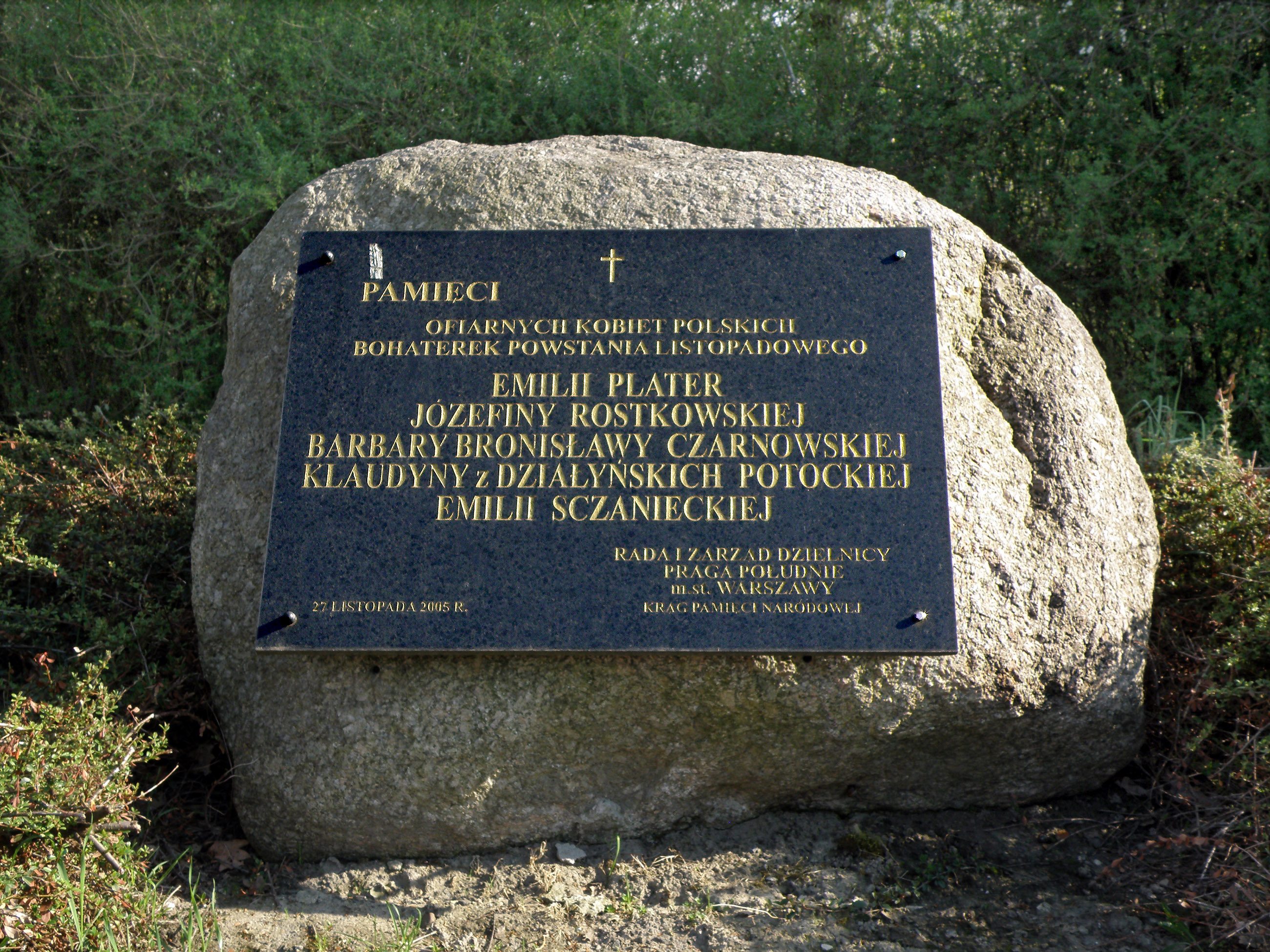
Głaz Pamięci bohaterek powstania listopadowego w tym E. Sczanieckiej

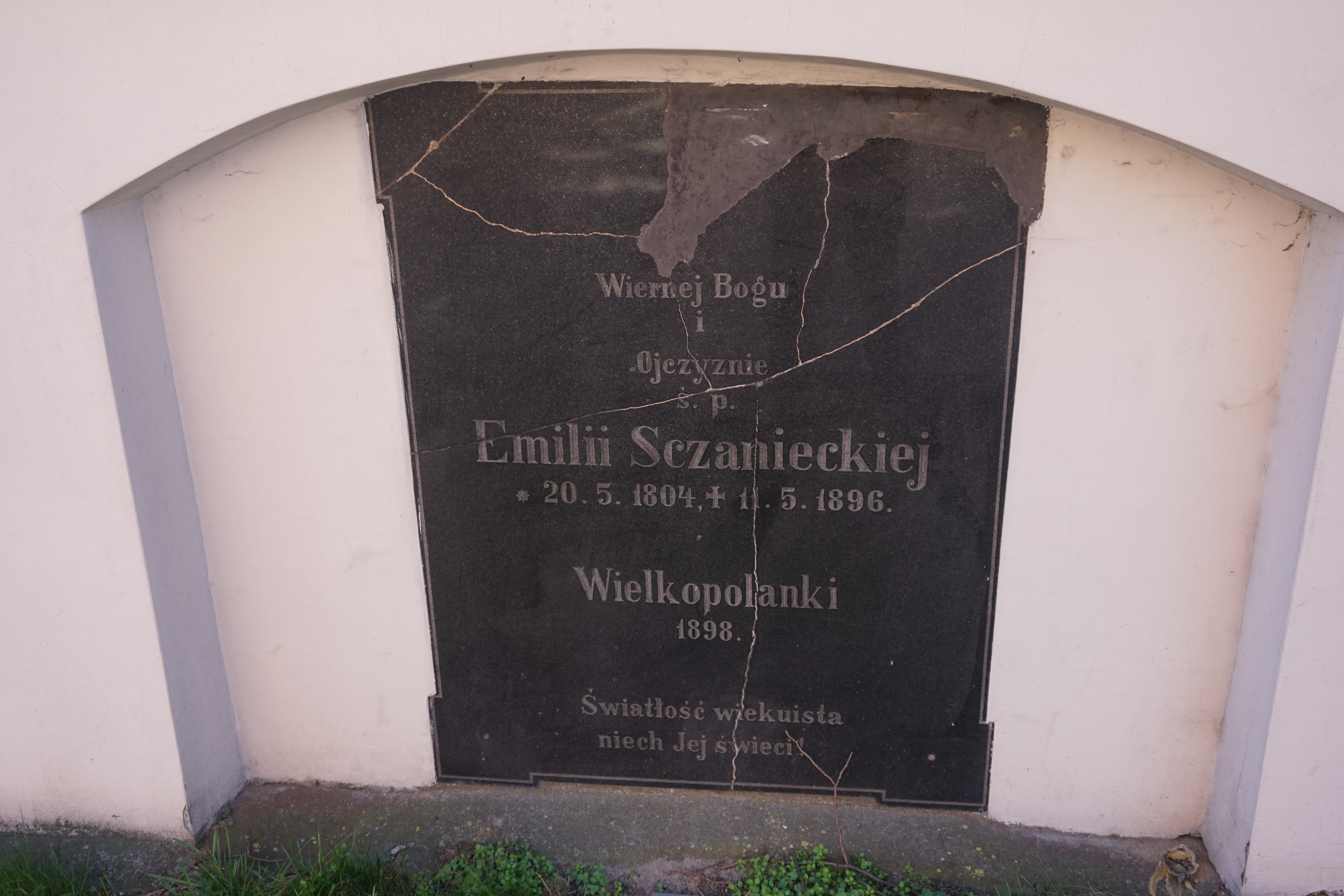
Epitafium na murze kościoła św. Wojciecha w Poznaniu

Emilia Sczaniecka herbu Ossoria (ur. 20 maja 1804 w Brodach, zm. 11 maja 1896 w Pakosławiu) – polska arystokratka; zasłużona działaczka społeczna i patriotyczna, m.in. za pomoc niesioną rannym w czasie powstania listopadowego (1830–1831) w Królestwie Polskim.

## Życiorys
Urodziła się w Brodach. Pochodziła z zamożnej rodziny ziemiańskiej. Otrzymała wysokie, jak na tamte czasy, wykształcenie.

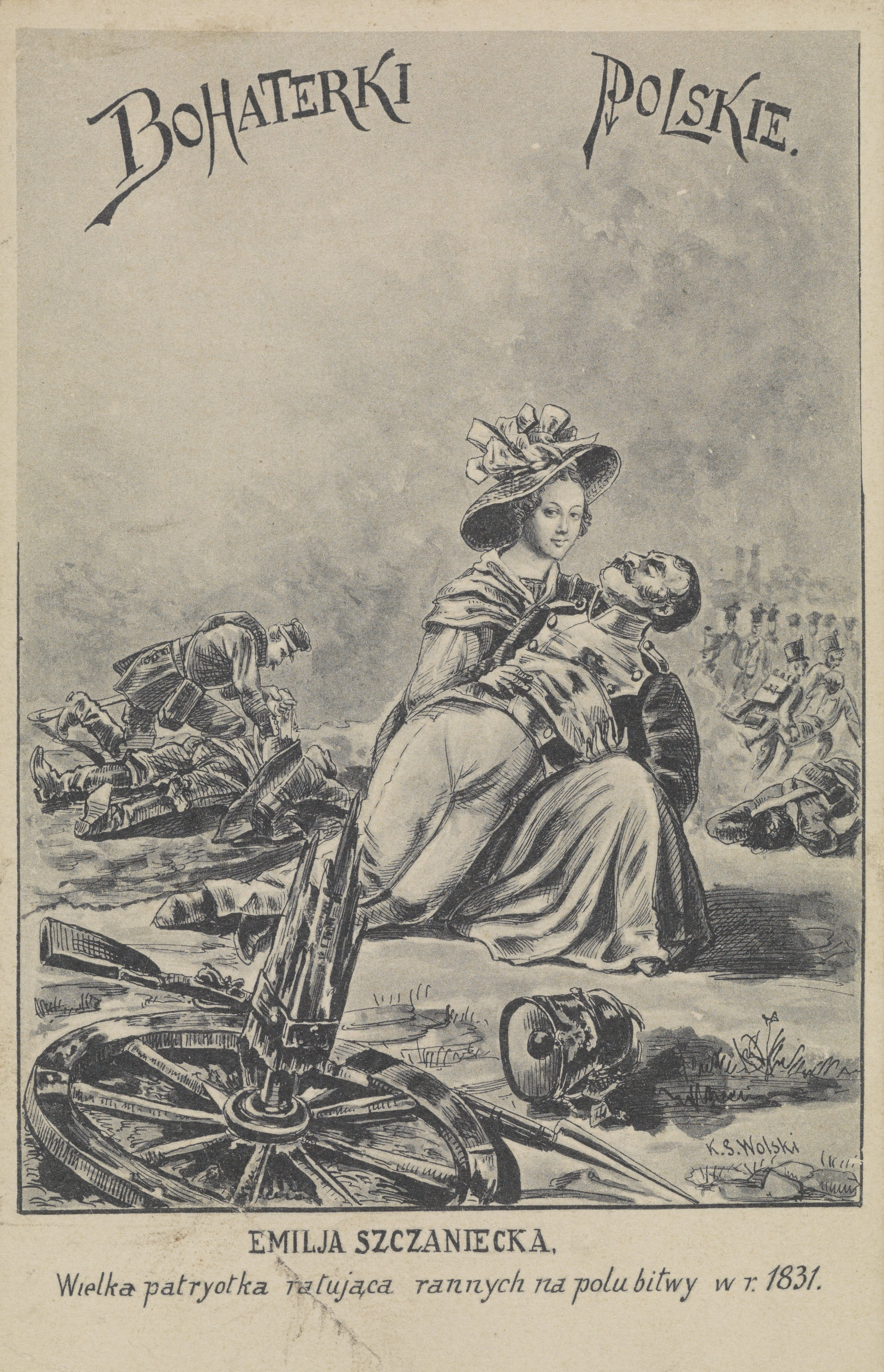
K. Saryusz-Wolski, E. Szczaniecka, Wielka patryotka ratująca rannych na polu bitwy w 1831

Po wybuchu powstania listopadowego zorganizowała zbiórkę środków na cele powstańcze, które zawiozła do Warszawy, gdzie wsławiła się jako organizatorka pomocy medycznej dla żołnierzy polskiej armii. Ukrywała emisariuszy i wspierała potrzebujących materialnie. Skazana za to przez rząd pruski na więzienie i kary finansowe, została ułaskawiona przez króla. Później była także filantropką, animatorką działań narodowościowych i feministycznych w zaborze pruskim. W latach 1840–1896 była właścicielką Pakosławia, gdzie jednym z zarządzających majątkiem był Filip Wize, ojciec Kazimierza Filipa Wizego.
W czasie powstania wielkopolskiego schronienia potrzebującym udzielała w Śremie, Miłosławiu i Wrześni.
Była założycielką pierwszego w Wielkopolsce Stowarzyszenia Kobiet oraz instytucji Pomocy naukowej dla ubogich dziewcząt w Poznańskiem i Prusach Zachodnich.
Działała też podczas powstania styczniowego. Sławę zyskała jako siostra miłosierdzia, gorliwa opiekunka Towarzystwa Pomocy Naukowej.
Jej dom w Pakosławiu koło Nowego Tomyśla był długo ważnym ośrodkiem narodowym. Zmarła tam 11 maja 1896. Pogrzeb Emilii Sczanieckiej był ważnym wydarzeniem patriotycznym: kondukt miał długość 12 kilometrów. Została pochowana na dziedzińcu kościoła w Michorzewie.

## Upamiętnienie
Uhonorowana m.in. ulicą, aleją lub parkiem swojego imienia w Lwówku, Nowym Tomyślu, Krakowie, Ostrowie Wielkopolskim, Poznaniu, Łodzi, Gorzowie Wielkopolskim i Szczecinie.
Mają ją jako swą patronkę następujące placówki oświatowe:
- IV Liceum Ogólnokształcące im. Emilii Sczanieckiej w Łodzi przy ulicy Pomorskiej,
- Zespół Szkół im. Emilii Sczanieckiej w Pniewach, przy ulicy Wolności[5],
- Szkoła Podstawowa im. Emilii Sczanieckiej w Michorzewie (gmina Kuślin w powiecie nowotomyskim),
- Zespół Szkoły Podstawowej i Przedszkola im. Emilii Sczanieckiej w Pakosławiu (gmina Lwówek),
- Szkoła Podstawowa im. Emilii Sczanieckiej w Lwówku,
- Szkoła Podstawowa im. Emilii Sczanieckiej w Konarzycach (gmina Książ Wielkopolski),
- Zespół Szkół im. Emilii Sczanieckiej w Szczańcu (powiat świebodziński).

## W kulturze
Jest jedną z bohaterek polskiego serialu historycznego Najdłuższa wojna nowoczesnej Europy w reżyserii Jerzego Sztwiertni. Odtwórczynią jej roli była Joanna Sobieska.